# Power (TV-serie)
Power är en amerikansk kriminal- och dramaserie som hade premiär på Starz den 7 juni 2014 och sändes under sex säsonger innan den avslutades i februari 2020. Totalt sändes 63 avsnitt av serien som skapades av Courtney A. Kemp.

## Handling
Serien kretsar kring James St. Patrick som äger en populär nattklubb i New York. Han är också en av ledarna i ett stort drognätverk, men han har för avsikt att lämna det kriminella livet och satsa på sin legitima verksamhet.

## Rollista (i urval)
- Omari Hardwick - James St. Patrick
- Joseph Sikora
- Naturi Naughton - Tasha St. Patrick
- Rotimi Akinosho - Andre Coleman
- Michael Rainey Jr. - Tariq St. Patrick
- Jerry Ferrara - Joseph Proctor